# Vytenis Aleškaitis
Vytenis Aleškaitis (* 1953; † 17. August 2001) war ein litauischer Politiker, Minister für internationale Wirtschaftsbeziehungen der Republik Litauen. Er arbeitete im Kabinett Abišala  und Kabinett Vagnorius I. Aleškaitis starb an einem Herzinfarkt.